# All-Night Fox
All-Night Fox es el cuarto álbum de estudio de The Howling Hex. Fue lanzado en formato CD el 21 de febrero de 2005 por Drag City.

## Lista de canciones
1. "Now, We're Gonna Sing" – 3:36
2. "Instilled With Mem'ry" – 4:26
3. "Pair Back Up Mass With" – 3:57
4. "Activity Risks" – 5:06
5. "To His Own Front Door" – 4:59
6. "What, Man? Who Are You?!" – 7:15
7. "Cast Aside the False" – 2:10
8. "Soft Enfolding Spreads" – 3:58

## Recepción
- Stylus (B)
- Uncut  marzo de 2005, p. 96
- The Wire (favorable) abril de 2005, p. 59

## Personal
- The Howling Hex:
  - Neil Michael Hagerty – voz, guitarra principal
  - July McClure – voz, bajo
  - Lynn Madison – voz, batería
  - Pete Denton – guitarra rítmica